# Communauté rurale de Ouassadou
La communauté rurale de Ouassadou est une communauté rurale du Sénégal située au centre-sud du pays. 
Elle fait partie de l'arrondissement de Pakour, du département de Vélingara et de la région de Kolda.